# Hermanos Galindo
Álvaro (Madrid, 3 de mayo de 1994), Pilar (Madrid, 12 de febrero de 1997), y Catalina (Cati) Galindo Jiménez (Madrid, 11 de enero de 1999) son tres hermanos, músicos españoles que forman el grupo Hermanos Galindo, conocidos entre otras canciones por los villancicos que interpretan.

## Biografía
Nacieron en Madrid, en el seno de una familia numerosa de nueve hijos. Su padre, Pedro es farmacéutico y su madre, Teresa es enfermera. Pronto vieron en la música una herramienta con la que educar a los hijos y les apuntaron primero a una escuela de música para después dar el salto al conservatorio.
Álvaro canta, compone y produce las canciones; Pilar se encarga de la producción, organización y grabación los videos; y Cati es la cantante principal, aunque todos colaboran en todas las tareas para la producción. Sus discos siempre tienen once canciones, porque es el número que suman todos los miembros de la familia. Al final de varios de sus villancicos aparece la abuela Pilar para felicitar las Navidades y el año nuevo y en algunos videos también aparecen sus sobrinos.
El grupo de música surgió como resultado natural de años trabajando en el sector de la música. Álvaro abrió un canal de Youtube para poder subir sus composiciones y con el tiempo fue involucrando a sus hermanas. Después fueron explorando nuevas facetas artísticas y se consolidaron como grupo rebautizándolo como Hermanos Galindo. Tras dos años subiendo diferentes covers (versiones de canciones ya existentes), lanzaron su primer villancico en 2017. Al ver el impacto que generó apostaron por esa temática que habían vivido desde niños en su familia, ya que siempre han tenido una gran tradición de cantar los villancicos de Navidad.

### Álvaro Galindo
Álvaro es compositor, pianista, cantautor. Empezó a tocar el piano a los cinco años. Dos años después, ingresó en el Conservatorio Profesional de música Teresa Berganza. Comenzó a componer a los doce años con pequeñas piezas para conjuntos de cámara y a los dieciocho ingresó en el Real Conservatorio Superior de Música de Madrid en la especialidad de composición, donde obtuvo el premio final de carrera Flora Prieto. Posteriormente se licenció en Comunicación Audiovisual en la Universidad Rey Juan Carlos. Es un apasionado de la música y del atletismo, fue a un campeonato de España en la especialidad de 100 metros lisos en la categoría cadete. También ha estudiado producción de música urbana en SAE Institute y la diplomatura de canto, baile e interpretación en la escuela Jana Producciones en Madrid.
Ha trabajado con Pepo Scherman (ganador de dos Premios Grammys Latinos con Alejandro Sanz), Augusto Algueró, Javier Muñoz, Íñigo Pírfano, Santiago Requejo, entre otros. Ha compuesto el tema principal del musical “Cenicienta y el zapatito de cristal”, dirigido y escrito por Javier Muñoz, que fue representado en diversas ciudades españolas. También ha compuesto un gran número de canciones del musical “La noche del 24”, escrito por Benjamín Lorenzo y Javier Lorenzo y dirigido y producido por este último.
Ha trabajado para Nacho Cano en diferentes proyectos. El más importante fue su actuación como corista en el Sonorama, un festival de música indi donde actuó con artistas como Mikel Izal, Zahara, Tomatito, Miss Caffeina, Santiago Balmes, entre otros. Posteriormente actuó en 2022 antes de las campanadas de año nuevo en la Puerta del Sol también como corista interpretando la canción de “Un año más” y fue retransmitido por las principales cadenas españolas de televisión.
En el campo cinematográfico, ha sido ayudante de compositor de la película “@buelos: nunca es tarde para emprender”, grabada en los estudios en Bratislava; y del corto “Lunch Ladies”, rodado en Los Ángeles. También ha compuesto el corto “El precio de Soñar” de la productora Pigeons Audiovisual, y realizó la grabación de la Quinta de Beethoven interpretada por Íñigo Pírfano.
Ha sido finalista en el premio de Jóvenes Creadores, los Premios Madroño, en 2022.

### Pilar Galindo
Pilar es violinista y enfermera. Nació el 12 de febrero de 1997. Toca el violín y canta desde que es pequeña. A los ocho años entra en el conservatorio Teresa de Berganza en la especialidad de violín. A los dieciocho comenzó la carrera de Enfermería en la Universidad Autónoma de Madrid y tras acabarla, comenzó la diplomatura de canto en la escuela Jana Producciones.
A la edad de dieciséis años formó parte del Proyecto Pehlivanian, una iniciativa del Conservatorio Teresa de Berganza, con el que ganaron el premio nacional de educación (2013) interpretando la  Novena Sinfonía de Beethoven en el Auditorio Nacional de Música.
Después de la experiencia, esta iniciativa se mantuvo años posteriores y Pilar también formó parte de ella, esta vez interpretando otras sinfonías del repertorio clásico. Al igual que ocurrió con el proyecto Pehlivanian, esta vez el conservatorio Teresa de Berganza formó parte del proyecto 10 y Pilar volvió a formar parte de él. Esta vez consistió en la interpretación de dos sinfonías clásicas. La orquesta fue dirigida por Yuri Nasushkin y también se interpretó en el Auditorio Nacional de Música de Madrid.
Pilar creó su primera empresa junto con otras amigas suyas. Una vez que ya estaba funcionando la empresa, que consistía en la organización de eventos para el público, decidieron presentarla al concurso nacional de emprendimiento y obtuvieron uno de los tres puestos ganadores.[cita requerida]
Durante el 2020 fue una de las enfermeras que estuvo desde el principio haciendo frente a la pandemia. Pilar trabaja en uno de los hospitales públicos de más renombre de Madrid, lugar donde la situación afectó fuertemente. Es por ese tiempo trabajado por lo que se dio el Premio Princesa de Asturias de la Concordia, junto con el resto de personal sanitario.

### Cati Galindo
Toca el violín y canta desde que es pequeña. A los seis años entra en el conservatorio Teresa de Berganza en la especialidad de violín. Ha cursado la diplomatura de canto en la escuela Jana Producciones y ha terminado el doble grado de Magisterio y Humanidades en la Universidad de Alcalá. Su afición por el lettering y la pintura ha hecho posible el diseño del cancionero de villancicos y las postales navideñas que los Hermanos Galindo muestran en su web.[cita requerida]
A la edad de catorce años formó parte del Proyecto Pehlivanian, una iniciativa del Conservatorio Teresa de Berganza, con el que ganaron el premio nacional de educación en 2013,en el que interpretaron la Novena Sinfonía de Beethoven en el Auditorio Nacional. Después de la experiencia, esta iniciativa se mantuvo años posteriores y Cati también formó parte de ella, esta vez interpretando otras sinfonías del repertorio clásico.
Cati cantó el tema principal del musical de Jana Producciones "La Cenicienta y el Zapatito de Cristal" estrenado en Santander, activo en la Gran Vía de Madrid durante las navidades de 2017 y que después se ha mantenido en gira durante varios años. En el proyecto trabajó junto artistas de la talla de Javier Muñoz, Augusto Algueró, Pepo Scherman, Guillermo González, entre otros.
Durante su periodo de formación en la escuela Jana Producciones, Cati interpretó el papel de Caperucita en el famoso musical Into the Woods deStephen Sondheim (uno de los compositores de teatro musical más importantes de la segunda mitad del siglo XX). Allí trabajó junto con Javier Muñoz (Blancanieves Boulebard, Antígona Tiene un Plan), Guillermo González (Forever King of Pop) y Alejandra Barella (vocal coach).[cita requerida] Junto a su hermano Álvaro, consiguió el primer premio en el concurso Drama-Bar, organizado por Jana Producciones, por su interpretación de El hombre del piano.
Cati además fue corista junto con Noa, cantante de la famosa canción de la película "La vida es Bella", en un concierto que se celebró en Madrid. También en ese concierto participó Ara Malikian.[cita requerida]

## Discografía
Villancicos
- 2017: Piensa la mula, de Carmen Martorell.[17]
- 2018: A tu lado quiero niño
- 2019: Canción de cuna.[18]
- 2020: Dime Jesús.

Álbumes de estudio
- 2019: Canción de una vida. Recorrido por los pilares más importantes del grupo: familia, abuelos, amigos, todo ello con una visión cristiana.[19]
- 2020: Villancicos. vol. 1,[20] de temática otoñal. Es parte de un proyecto a cuatro años; cada uno, una estación diferente.
- 2021: Alma
- 2021: Villancicos Vol. 2, de temática invernal, coincidiendo con el año de la gran nevada llamada Filomena.
- 2022: Villancicos Vol. 3, primavera. La mayoría de las canciones están compuestas por Álvaro. Una de ellas está inspirada en el libro Santo Rosario de san Josemaría Escrivá llamada El Establo.
- 2023: Villancicos Vol. 4, verano.[19]